# Paranemastoma simplex
Paranemastoma simplex is een hooiwagen uit de familie aardhooiwagens (Nemastomatidae). De originele naamcombinatie (protoniem) was Nemastoma simplex Giltay, 1933. Een volgende naamrecombinatie werd gepubliceerd als Paranemastoma simplex (Giltay, 1933) in Schönhofer 2013.